# Pont de Creil
Le pont de Creil est un pont situé sur le territoire de Pierrefitte-sur-Seine en Seine-Saint-Denis.

## Accès
Il joint l'avenue Lénine au nord à l'avenue Élisée-Reclus au sud, en franchissant la ligne de Paris-Nord à Lille et la ligne D du RER d'Île-de-France.

## Historique et description

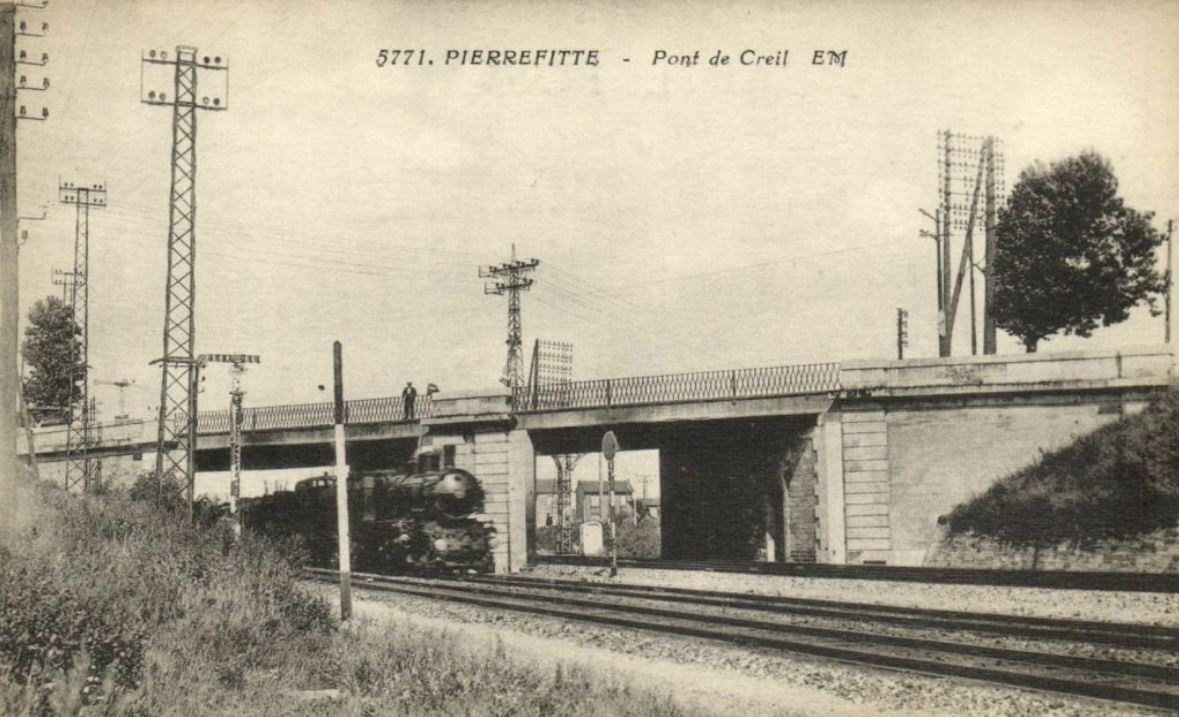
Le pont de Creil au début du XXe siècle.

Il a été construit en 1906 lors du quadruplement de la ligne ferroviaire menant à Paris.
Pendant les Bombardements de Paris et de sa banlieue durant la Première Guerre mondiale, il est la cible d'un raid d'avions le 11 mars 1918.
En 1944, il est miné par les Allemands pour retarder la progression des forces françaises. Le 26 août, l'ennemi tient le pont, soutenu par deux canons de 88mm.
En 2009, il est renforcé afin de permettre le passage de la ligne 5 du tramway d'Île-de-France,.